# Gerhard Colm
Gerhard Colm (eigentlich: Cohn; * 30. Juni 1897 in Hannover; † 26. Dezember 1968 in Chevy Chase, Maryland, USA) war ein deutsch-amerikanischer Volkswirt und Finanzwissenschaftler.
Colm entstammte einer jüdischen Familie, war aber evangelisch getauft; später bezeichnete er sich als konfessionslos. Er bejahte die Weimarer Republik und engagierte sich als Demokrat. 1933 wurde er von den Nazis aus seinem Amt am Institut für Weltwirtschaft an der Universität Kiel vertrieben und gezwungen zu emigrieren. 
Colm ging in die USA und wurde amerikanischer Staatsbürger. Auch in den USA war Colm sehr erfolgreich. Unter anderem arbeitet er von 1940 bis 1946 im Budgetbüro des amerikanischen Präsidenten.  Unter dem amerikanischen Präsidenten Harry S. Truman wirkte er am „Colm-Dodge-Goldsmith-Plan“ für die Währungsreform von 1948 im Nachkriegsdeutschland mit.

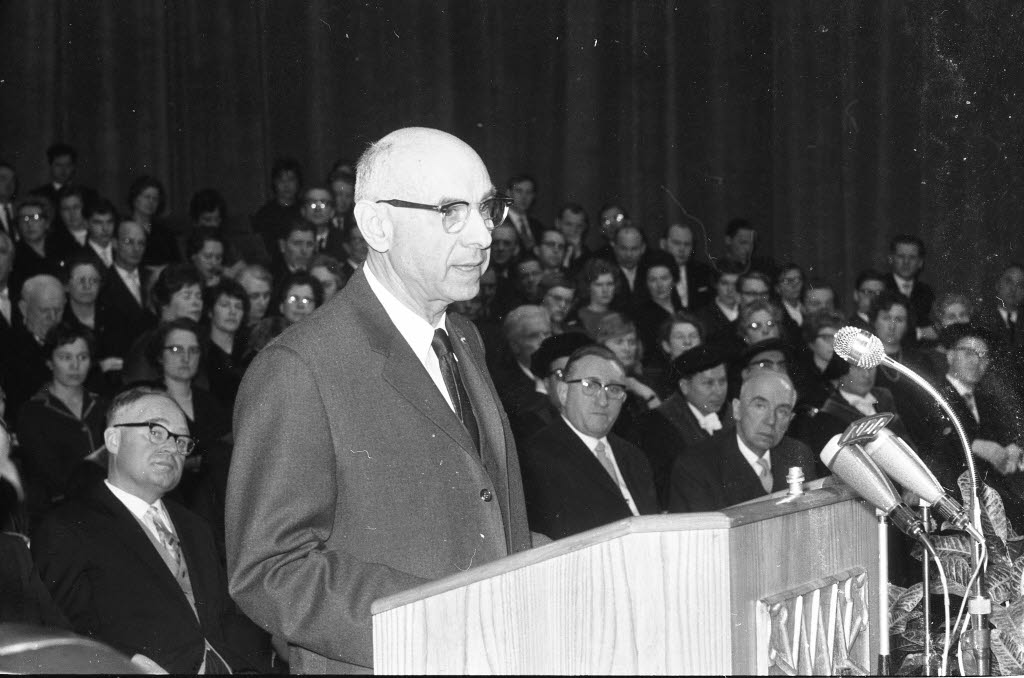
Gerhard Colm bei der Verleihung des Bernhard-Harms-Preises (1964)

## Leben

### Kriegseinsatz und Ausbildung
Nach seinem Abitur 1915 meldete er sich als Freiwilliger für den Einsatz im Ersten Weltkrieg. Für seine Verdienste wurde er mit dem Eisernen Kreuz Erster und Zweiter Klasse ausgezeichnet.
Seit dem Jahr 1919 studierte Colm Nationalökonomie in München und Freiburg. 1921 wurde er in Freiburg mit einer Arbeit über die Geschichte und Soziologie des Ruhraufstandes von 1920 promoviert.

### Politische Aktivität
Nach dem Ende des Krieges schloss Colm sich zunächst der linkssozialistischen USPD an. Nach der Spaltung der USPD trat er 1924 der Sozialdemokratischen Partei Deutschlands bei und blieb Mitglied dieser Partei bis 1933.

### Kieler Zeit
Von 1922 bis 1926 arbeitete er als Referent am Statistischen Reichsamt in Berlin. Bernhard Harms, Gründer des Kieler Königlichen Institut für Seeverkehr und Weltwirtschaft (heute Institut für Weltwirtschaft) wird auf ihn aufmerksam und holt ihn an das Institut in Kiel.
1927 habilitierte er an der Christian-Albrechts-Universität zu Kiel mit der Schrift „Volkswirtschaftlichen Theorie der Staatsausgaben“, mit der er den bisherigen engen wissenschaftlichen Rahmen sprengte, die sich bis dahin in der Analyse noch dominant auf die Einnahmenseite des Staatsbudgets konzentrierten, während öffentliche Ausgaben als Kaufkraftentzug der Volkswirtschaft deklariert wurden. Gerhard Colm wies dagegen auf die Rückwirkungen der Staatsausgaben auf den volkswirtschaftlichen Kreislauf hin.
1930 steigt er zum Abteilungsvorstand im Institut auf und wurde zum nichtbeamteten außerordentlichen Professor an der Christian-Albrechts-Universität zu Kiel ernannt. Er hielt Vorlesungen im Bereich „Finanzwirtschaft“. So wenig Staat wie möglich, so viel wie nötig, um dennoch die Marktwirtschaft zielorientiert politisch zu steuern, war sein Plädoyer.
Mit Adolph Löwe und Hans Neisser gehörte Gerhard Colm bald zu der sogenannten „Kieler Gruppe“, die in den Anfängen der wirtschaftlichen Kreislauf- und Konjunkturforschung Bedeutendes leistete und auch das Kieler Institut für Weltwirtschaft repräsentierte.

### Emigration in die USA
Mit der Machtübernahme der Nationalsozialisten 1933 war die Blütezeit des Kieler Institut für Weltwirtschaft schlagartig beendet. Als ein SS-Trupp Anfang April das Institut stürmte, wurde Colm wie viele andere missliebige Wissenschaftler vertrieben. Als hochdekorierter Frontkämpfer des Ersten Weltkriegs war Colm trotz seiner jüdischen Herkunft aufgrund der Ausnahmeregeln des Gesetzes zur Wiederherstellung des Berufsbeamtentums zunächst geschützt. Dennoch wurde ihm bereits 1933 als Mitglied der SPD, des Reichsbanner Schwarz-Rot-Gold und als ehemaliges Mitglied der USPD die Lehrbefugnis entzogen (nach § 4 des Berufsbeamtengesetzes). Noch im August emigrierte er zusammen mit Hans Neisser in die USA. Einen Monat später wurde ihm wegen seiner Emigration Unzuverlässigkeit vorgeworfen und er wurde formal aus dem Staatsdienst entlassen.
In den USA gründete er mit anderen die Exil-Universität New School for Social Research in New York City  und lehrte an ihr als Professor für Nationalökonomie. 1940 folgte ihm dorthin sein ehemaliger Kieler Kollege Adolph Lowe. 1938 wurde Colm vom Kollegium zum Dekan gewählt.
1940 wechselte Colm als Finanzreferent im Budget-Büro des Weißen Hauses nach Washington, D.C. und blieb dort bis 1946. Zusammen mit anderen legte er im Mai 1946 einen fundierten Plan für eine Währungsreform in dem nach dem Zweiten Weltkrieg zerstörten Deutschland vor, der nach seinen Verfassern auch „Colm-Dodge-Goldsmith-Plan“ genannt wird. 1946 machte der amerikanische Präsident Harry S. Truman Gerhard Colm zu seinem persönlichen Wirtschaftsberater und arbeitete maßgeblich an den Konzeptionen von Trumanns „Fair Deal“ mit. 1952 wurde er von McCarthy und seinem „Senatsausschuss für unamerikanische Umtriebe“ aus diesem Amt herausgedrängt und wurde 1952 Chefökonom der „National Planning Association“ – ein Amt, das Gerhard Colm bis zu seinem Tode am 26. Dezember 1968 in Chevy Chase, Maryland, ausübte.

## Bedeutung
Gerhard Colm entwickelte in der „Kieler Gruppe“ die Nationalökonomie zu einem gesamtwirtschaftlichen Kreislauflehre weiter. In Amerika beeinflusste er die „funktionelle Wirtschaft“ von Abba Lerner und Neo-Keynesianer in der Nachkriegszeit. An der Währungsreform in Deutschland hat er entscheidenden Anteil. Der amerikanischen Wirtschaftspolitik empfahl er den Einsatz von Korrektiven die gesamtwirtschaftlichen Kreislauf Auswüchse selbstregulierend abmilderten und den Kreislauf an sich stabilisierten. Befürchtungen einer Staatsverschuldung hielt er entgegen, dass „eine ausgeglichene Wirtschaft wichtiger als ein ausgeglichener Staatshaushalt“ sei. Von den Keynesianern unterschied er sich dadurch, dass für ihn eine langfristige Entwicklung und Wachstum wichtiger waren als kurzfristige Erfolge.

## Ehrungen
- 1960: Großes Verdienstkreuz der Bundesrepublik Deutschland.
- 1964: Bernhard-Harms-Preis des Instituts für Weltwirtschaft Kiel.[4]

## Werke (Auswahl)
- Beitrag zur Geschichte und Soziologie des Ruhraufstandes von März-April 1920. Essen: Baedeker, 1921 (zugleich Diss. 1921).
- Der volkswirtschaftliche Unterricht an der Volkshochschule. Archiv für Erwachsenenbildung, 1925.
- Volkswirtschaftliche Theorie der Staatsausgaben. Ein Beitrag zur Finanztheorie, 1927.
- Der finanzwirtschaftliche Gesichtspunkt des Abrüstungsproblems. 1927, In: Handbuch des Abrüstungsproblems, 1929.
- Lohn, Zins, Arbeitslosigkeit. 1930.
- mit Hans Neisser: Die Arbeit, Kapitalbildung und Steuersystem. 1930.
- mit Hans Neisser: Der deutsche Außenhandel unter der Einwirkung der weltwirtschaftlichen Strukturwandlungen.  1932.
- The Ideal Tax System. Social Research, 1934.
- Theory of Public Expenditures. AAPS, 1936.
- mit Fritz Lehmann: Public Spending and Recovery in the United States. Social Research, 1936.
- Is Economic Planning Compatible with Democracy? In: Max Ascoli, Fritz Lehmann (Hrsg.): Political and Economic Democracy. 1937.
- mit Fritz Lehmann: Economic Consequences of Recent American tax policy.  1938.
- Comment on Extraordinary Budgets. Social Research, 1938.
- The Revenue Act of 1938. Social Research, 1938.
- Is Economic Security worth the Cost? Social Research, 1939.
- From Estimates of National Income to Projections of the Nation's Budget. Social Research, 1945.
- Fiscal Policy. In: Harris, editor, New Economics, 1947.
- Can we afford additional programs for national security? 1953.
- Entwicklungen in Konjunkturforschung und Konjunkturpolitik in den Vereinigten Staaten von Amerika. 1954.
- Essays in Public Finance and Fiscal Policy. 1955.
- (Mitautor): Plan für die Liquidation der Kriegsfinanzierung und die finanzielle Rehabilitierung Deutschlands, 1955.
- Zur Frage einer konjunktur- und wachstumsadäquaten Finanzpolitik. Konjunkturpolitik, 1956.
- mit Theodor Geiger: The Economy of the American people. 1961.
- Economic Planning in the United States. World Affairs, 1964.
- Integration of National Planning and Budgeting. 1968.